# Krystyna Skarżyńska
Krystyna Skarżyńska – polska psycholożka, profesor nauk humanistycznych, profesor zwyczajna Uniwersytetu SWPS i Instytutu Psychologii Polskiej Akademii Nauk. Specjalizuje się w psychologii politycznej i psychologii społecznej.

## Życiorys
Była wykładowczynią Wydziału Dziennikarstwa i Nauk Politycznych Uniwersytetu Warszawskiego. W 1993 prezydent RP nadał jej tytuł naukowy profesora nauk humanistycznych. Została profesor zwyczajną Instytutu Psychologii Polskiej Akademii Nauk, w którym pełniła funkcję przewodniczącej Rady Naukowej, oraz Uniwersytetu SWPS. Jest członkinią Komitetu Prognoz „Polska 2000 Plus” Polskiej Akademii Nauk oraz członkinią Komitetu Nauk Psychologicznych PAN. 
Obecnie pracuje na stanowisku kierowniczki w Katedrze Psychologii Społecznej SWPS.
Jest komentatorką i publicystką w środkach masowego przekazu.

## Wybrane publikacje
- Człowiek a polityka. Zarys psychologii politycznej (2005)
- Konformizm i samokierowanie jako wartości (struktura i źródła) (1991)
- Psychospołeczne aspekty decyzji alokacyjnych (1985)
- Spostrzeganie ludzi (1981)
- Studia nad spostrzeganiem osób. Regulacyjna funkcja informacji centralnych (1979)
- Między ludźmi... : oczekiwania, interesy, emocje (red. nauk., 2012)
- Przekonania w życiu jednostek, grup, społeczności (współred., 2009)
- Między przeszłością a przyszłością : szkice z psychologii politycznej (współred., 2009)
- Konflikty międzygrupowe : przejawy, źródła i metody rozwiązywania (współred., 2007)
- Understanding social change : political psychology in Poland (współred., 2006)
- Demokracja w Polsce : doświadczanie zmian (współred., 2005)
- Podstawy psychologii politycznej (red. nauk., 2002)
- Psychologia polityczna (red. nauk., 1999)
- Psychologia społeczna : materiały dydaktyczne dla studentów SWPS. T. 2 (oprac., 1998)
- Psychologia społeczna : materiały dydaktyczne dla studentów SWPS. T. 1 (oprac., 1998)[4]